# ليزلي سانت فلور
ليزلي سانت فلور (بالإنجليزية: Lesly St. Fleur)‏ هو لاعب كرة قدم باهاماسي في مركز الهجوم، ولد في 21 مارس 1989 في ناساو في باهاماس. شارك مع منتخب الباهاماس لكرة القدم. أما مع النوادي، فقد لعب مع Bears FC ‏.

## وصلات خارجية
- ليزلي سانت فلور على موقع قاعدة بيانات كرة القدم.إي يو (الإنجليزية)
- ليزلي سانت فلور على موقع ناشيونال فوتبول تيمز (الإنجليزية)
- ليزلي سانت فلور على موقع Soccerway.com (الإنجليزية)
- ليزلي سانت فلور على موقع عالم كرة القدم.نت (الإنجليزية)